# Csungkingi metró
A Csungkingi metró vagy más néven a Csungking Rail Transit (egyszerűsített kínai írással: 重庆轨道交通, hagyományos kínai írással: 重慶軌道交通, pinjin: Chóngqìng guǐdào jiāotōng) Kínában található Csungking városban és vonzáskörzetében. A metróhálózat hossza 2024 áprilisában 523,68 km, a metróvonalak száma 11 és az állomások száma 304 volt. Éves utasforgalma 743 100 000 fő (2017). Az első vonal 2005. június 18-án nyílt meg.

## Forgalom
Az utasforgalom az elmúlt években az alábbi módon változott:
| 2017 | 743 100 000   |
| 2019 | 1 038 920 000 |